# Curugmuncar
Curugmuncar is een bestuurslaag in het regentschap Pekalongan van de provincie Midden-Java, Indonesië. Curugmuncar telt 416 inwoners (volkstelling 2010).